# Sainteny
Sainteny foi uma comuna francesa na região administrativa da Normandia, no departamento Mancha. Estendia-se por uma área de 21,38 km². Em 2010 a comuna tinha 1 327 habitantes (densidade: 62,1 hab./km²).
Em 1 de janeiro de 2016, passou a formar parte da nova comuna de Terre-et-Marais.